# جوزيف مينالا
جوزيف مينالا (بالفرنسية: Joseph Marie Minala)‏ (24 أغسطس 1996 بياوندي في الكاميرون - ) هو لاعب كرة قدم كاميروني في مركز الوسط. شارك مع منتخب الكاميرون تحت 23 سنة لكرة القدم. أما مع النوادي، فقد لعب مع نادي باري ونادي لاتسيو ولاتينا كالتشيو.

## روابط خارجية
- جوزيف مينالا على موقع قاعدة بيانات كرة القدم.إي يو (الإنجليزية)
- جوزيف مينالا على موقع Soccerway.com (الإنجليزية)
- جوزيف مينالا على موقع عالم كرة القدم.نت (الإنجليزية)
- جوزيف مينالا على موقع AS.com (الإسبانية)